# Pino Lancetti
Pino Lancetti (Gualdo Tadino, 27 de novembro de 1928 — Roma, 8 de março de 2007) foi um estilista de alta costura italiano.

## Carreira
Era conhecido no mundo da moda como "o pintor" por ter estudado na Accademia San Bernardino di Betto, em Perugia e ter sido o primeiro a levar aos tecidos os quadros de pintores como Modigliani, Kandinsky, Picasso, Vasarely, Klimt e principalmente Matisse.
Depois de ter estudado Arte e Cerâmica em Perugia mudou-se em 1954 para Roma, onde abriu o seu primeiro atelier na famosa rua dos artístas, a via Margutta.
Naquele ano começou a colaborar com as grandes firmas de moda italiana que nasciam: Carosa, Simonetta, Fabiani, Schuberth, Antonelli. As primeiras a acreditar no talento do jovem pintor-estilsta foram porém a grande jornalista Irene Brin e a directora da Galleria di Arte Moderna di Roma, Palma Bucarelli.
A estreia de Lancetti deu-se no Palácio Pitti, em Florença, onde apresentou a sua primeira colecção, em 1961. A sua consagração surgiu em 1963, quando apresentou uma colecção de inspiração militar. O sucesso veio ainda na década de 1960, quando vestiu com suas criações a rainha Soraya, Salima Aga Khan , a princesa Paola de Liège (actual rainha da Bélgica) e as actrizes Audrey Hepburn, Anna Bonomi, Ginger Rogers , Silvana Mangano, Monica Vitti e Annie Girardot.
Lancetti também fez muito sucesso no Japão com os seus vestidos estampados com obras de grandes pintores.
Em 2000, Lancetti recebeu o Prémio de Carreira durante os desfiles na Praça de Espanha, e foi nomeado "Cavaleiro do Trabalho". Nesse mesmo ano, Lancetti apresentou a sua última colecção no Chiostro del Bramante e em 2002 decidiu ceder o nome da sua empresa a um grupo de Turim.
Em 2003, a direcção criativa da marca Lancetti passou para as mãos do estilista brasileiro Icarius de Menezes, que deixou o cargo em 2005.
Lancetti esteve em coma durante dois dias, em consequência de uma grave doença de que padecia, antes de morrer, aos 78 anos, na sua casa da "via del Babuino", no centro de Roma, rodeado pela família.